# Martin Lippens
Pour les articles homonymes, voir Lippens.
Martinus Lippens, dit Martin Lippens, est un footballeur international et entraîneur belge, né le 8 octobre 1934 à Anderlecht (Belgique) et mort le 2 novembre 2016 à Jette (Belgique).

## Biographie
Martin Lippens a joué à Anderlecht pendant douze saisons : d'abord comme milieu de terrain puis en fin de carrière comme stoppeur. Il a été international à 33 reprises.
À partir de 1966, Martin Lippens a entamé une carrière d'entraîneur, à Hamme, puis il est retourné à Anderlecht, pour d'abord s'occuper de différentes équipes de jeunes, puis devenir l'assistant de Raymond Goethals, d'Urbain Braems, de Tomislav Ivic, de Paul Van Himst, d'Arie Haan et de Georges Leekens. En 1988, il devient entraîneur principal tout en restant toutefois sous le contrôle de Goethals, devenu Directeur technique. Un an après les deux hommes partent pour Bordeaux.
Martin Lippens reste en France trois saisons, comme adjoint. Il est ensuite entraîneur à Saint-Trond et RWDM.

## Palmarès
- International belge de 1957 à 1963 (33 sélections)
- Champion de Belgique en 1955, 1956, 1959, 1962, 1964, 1965 et 1966 avec le RSC Anderlecht